# 曹鈇
曹鈇（1542年—？），字民威，山東濟南府長清縣人，軍籍，明朝政治人物。

## 生平
嘉靖四十三年（1564年）山東鄉試第三十四名，萬曆五年（1577年）丁丑科會試第二百二十八名，登三甲第九十一名進士。八年任海门县知县。歷官户部郎中，十八年任卫辉府知府。

## 家族
曾祖曹盤；祖父曹恭政；父曹憲，曾任縣丞。母李氏；生母張氏。永感下。